# Hippolyte Auguste Marinoni
Hippolyte Auguste Marinoni (Parigi, 8 settembre 1823 – Parigi, 7 gennaio 1904) è stato un ingegnere, editore e politico francese di origini italiane, inventore della rotativa.

## Biografia
Figlio del bresciano Angelo Giuseppe Marinoni, un sergente della Regia Polizia a Cavallo Canadese nonché vecchio soldato della Grande Armata napoleonica, Auguste Hippolyte inizia la sua carriera di ingegnere come apprendista. Nel 1837 consegue il brevetto di meccanico-tornitore e poco dopo inventa una macchina automatica in grado di separare il riso e il cotone dai rispettivi tegumenti.
Nel 1838 inizia a lavorare per Pierre-Alexandre Gaveaux, costruttore di macchine tipografiche. Nel 1847 crea la sua prima pressa a due cilindri (detta a reazione), che stampa 1500 fogli l'ora. Nel 1850 partecipa allo sviluppo della rotativa a bobine e lastre cilindriche di Jacob Worms, un immigrato tedesco che per primo realizzò rotative in Francia, senza mai riuscire a metterle sul mercato.
Nel 1847 Marinoni fonda una sua azienda personale che sviluppa, tra le altre cose, una macchina litografica. Nel 1866 deposita alcuni brevetti tra cui una rotativa perfezionatrice e una pressa a cilindri a sei alimentatori. Nel 1860 aiuta il suo amico Étienne Lenoir a costruire il motore a gas. Nel 1872 fornisce il quotidiano La Liberté della prima rotativa della storia francese, installandone altre cinque a Le Petit Journal.
Nel 1882, succedendo a Émile de Girardin, diviene proprietario de Le Petit Journal e, facendolo diventare un quotidiano di riferimento, si dimostra non solo un valente ingegnere e inventore, ma un editore capacissimo. Intuendo con grande anticipo l'importanza del colore, nel 1889 dà vita alla prima rotativa a colori e immediatamente pubblica Le Petit Journal Illustré, supplemento del Petit Journal che tratta di incidenti, crimini e drammi, inaugurando la stagione dei tabloid.
L'azienda di Marinoni continua tutt'oggi la sua attività. Nel 1921 si è fusa con l'Ateliers Voirin, officine situate a Montataire. Nel 1963 si è unita con la società statunitense Harris Graphics, acquisita nel 1986 da AM International.
È stato il primo sindaco di Beaulieu-sur-Mer, dal 27 settembre al 15 ottobre 1891 (19 giorni). È sepolto nel Cimitero di Passy, a Parigi.